# 伦敦法国新教教堂

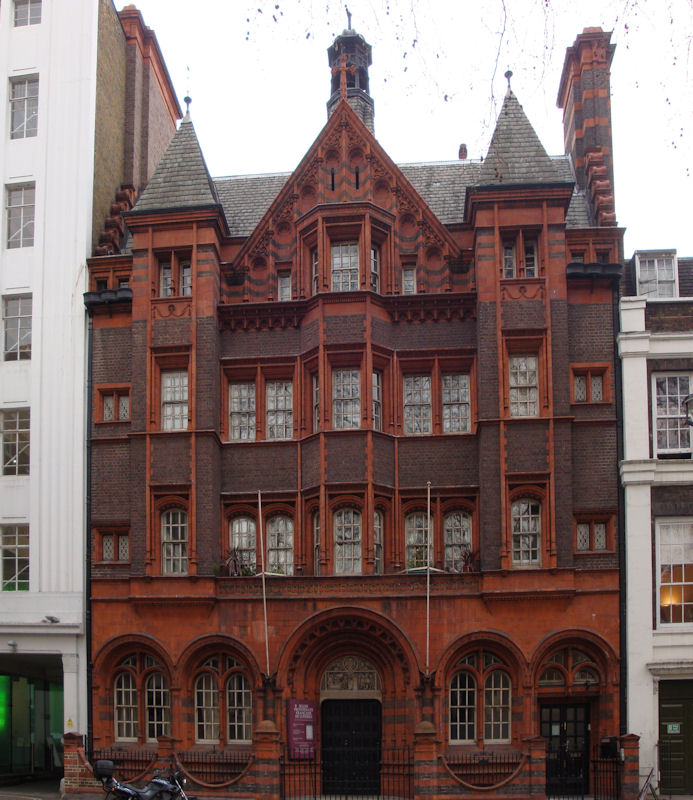
伦敦法国新教教堂

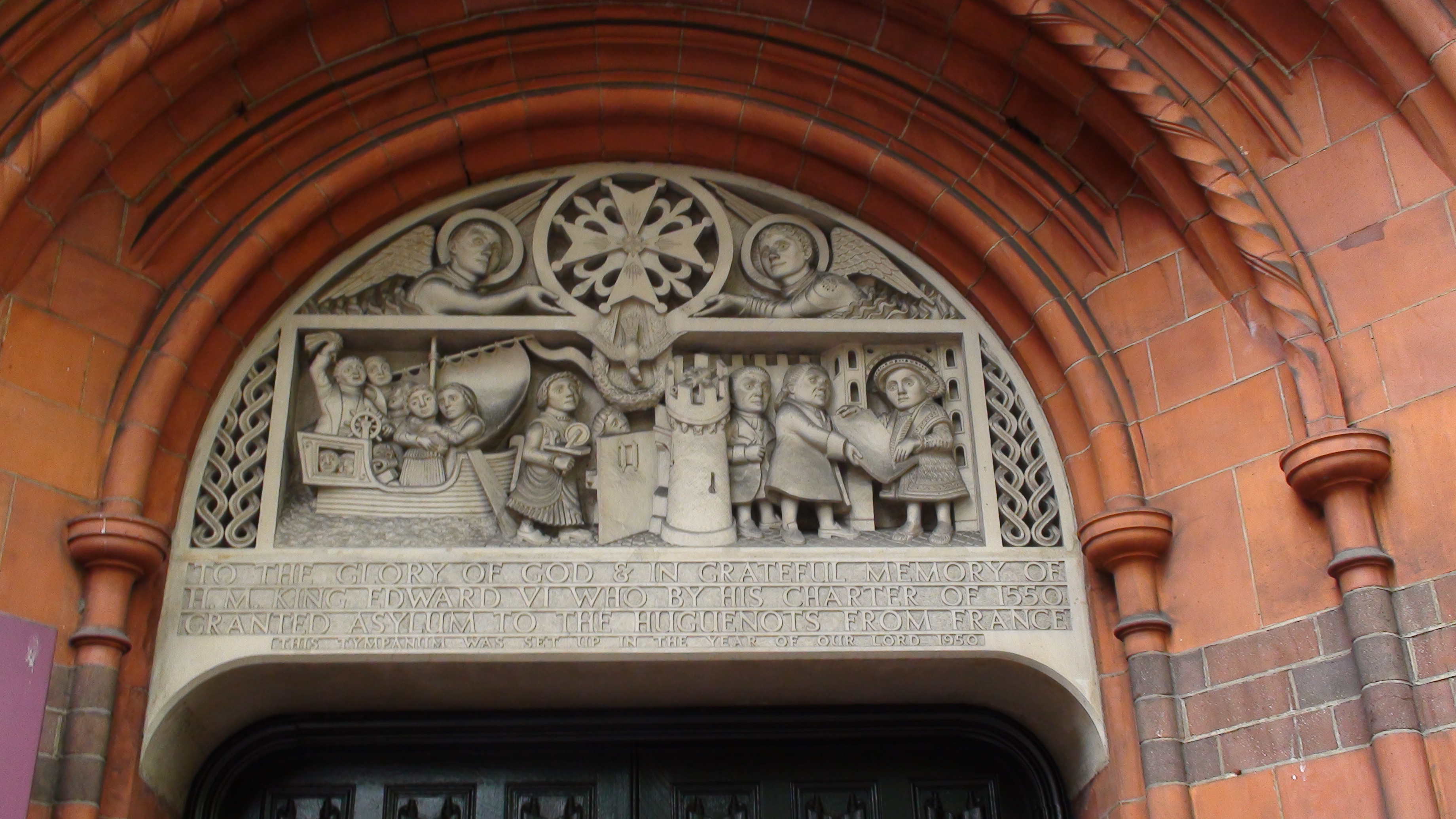
Tympanum

伦敦法国新教教堂（英语：French Protestant Church of London；法语：Église Protestante Française de Londres）是一座雨格诺派教堂，位于伦敦威斯敏斯特市苏豪广场。根据英国法律，这是一个慈善机构。
它是由爱德华六世根据1550年皇家宪章建立，现在设在苏豪广场由阿斯顿·韦伯建于1891年至1893年的建筑内。 
这是伦敦唯一保留至今的雨格诺派教堂；在1685年法王路易十四撤销南特敕令后，法国难民达到高潮的1700年，伦敦曾有23个雨格诺派教堂。
一个相关的慈善机构，法国胡格诺教堂伦敦慈善信托基金，于1926年成立，为这个教会和其他慈善团体提供资金。